# Barce
Barce – wieś w Polsce położona w województwie wielkopolskim, w powiecie konińskim, w gminie Kramsk.
| SIMC    | Nazwa   | Rodzaj    |
| ------- | ------- | --------- |
| 0288277 | Marysin | część wsi |

Barce wraz z Marysinem zamieszkuje 137 mieszkańców. Barce wraz ze swoją częścią wsi oraz z sąsiednią wsią Kuźnica tworzą sołectwo Barce. W pobliżu miejscowości płyną rzeki Wiercica oraz Jaźwiniec. W latach 1975–1998 miejscowość administracyjnie należała do województwa konińskiego.

## Galeria

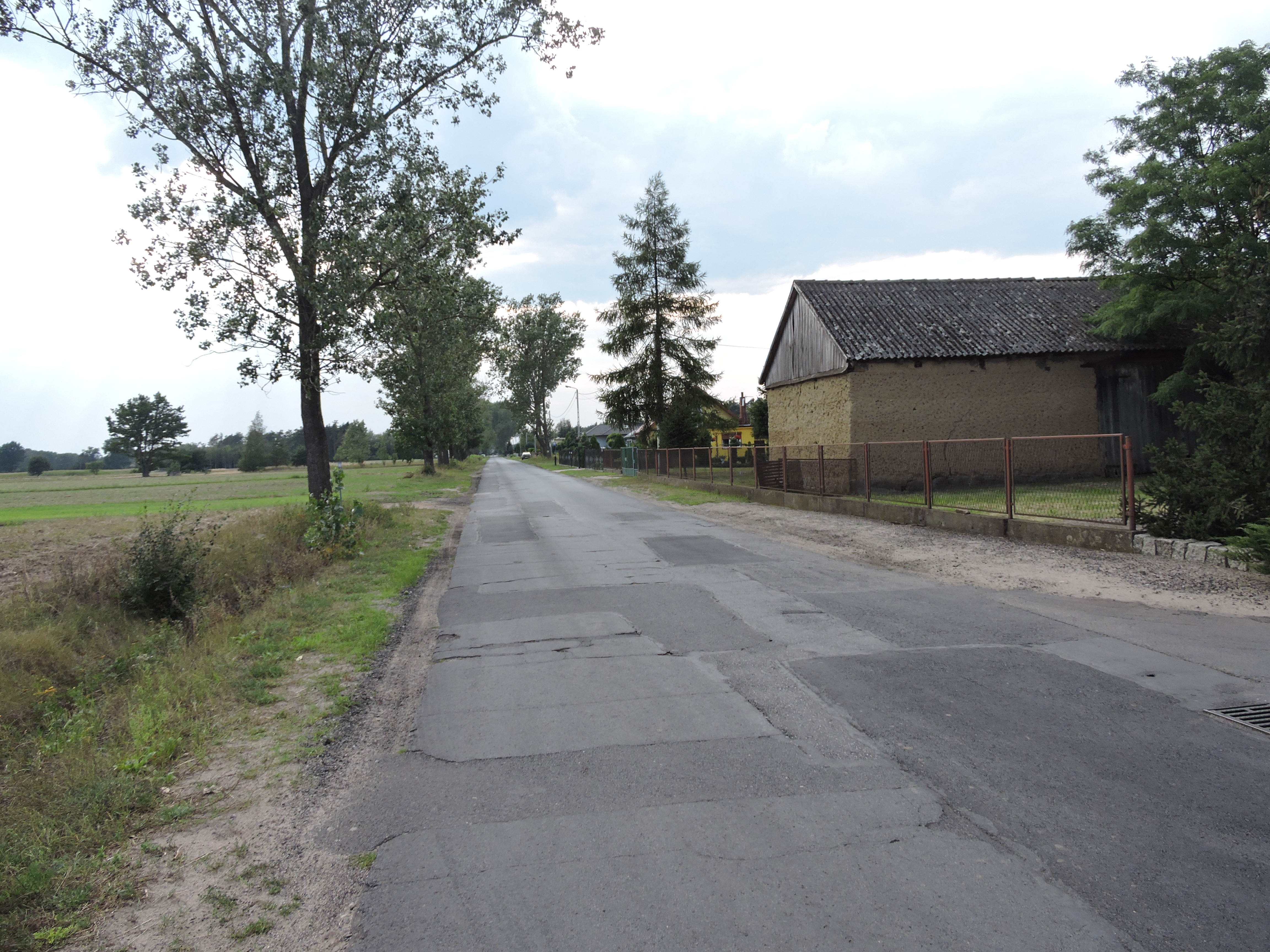
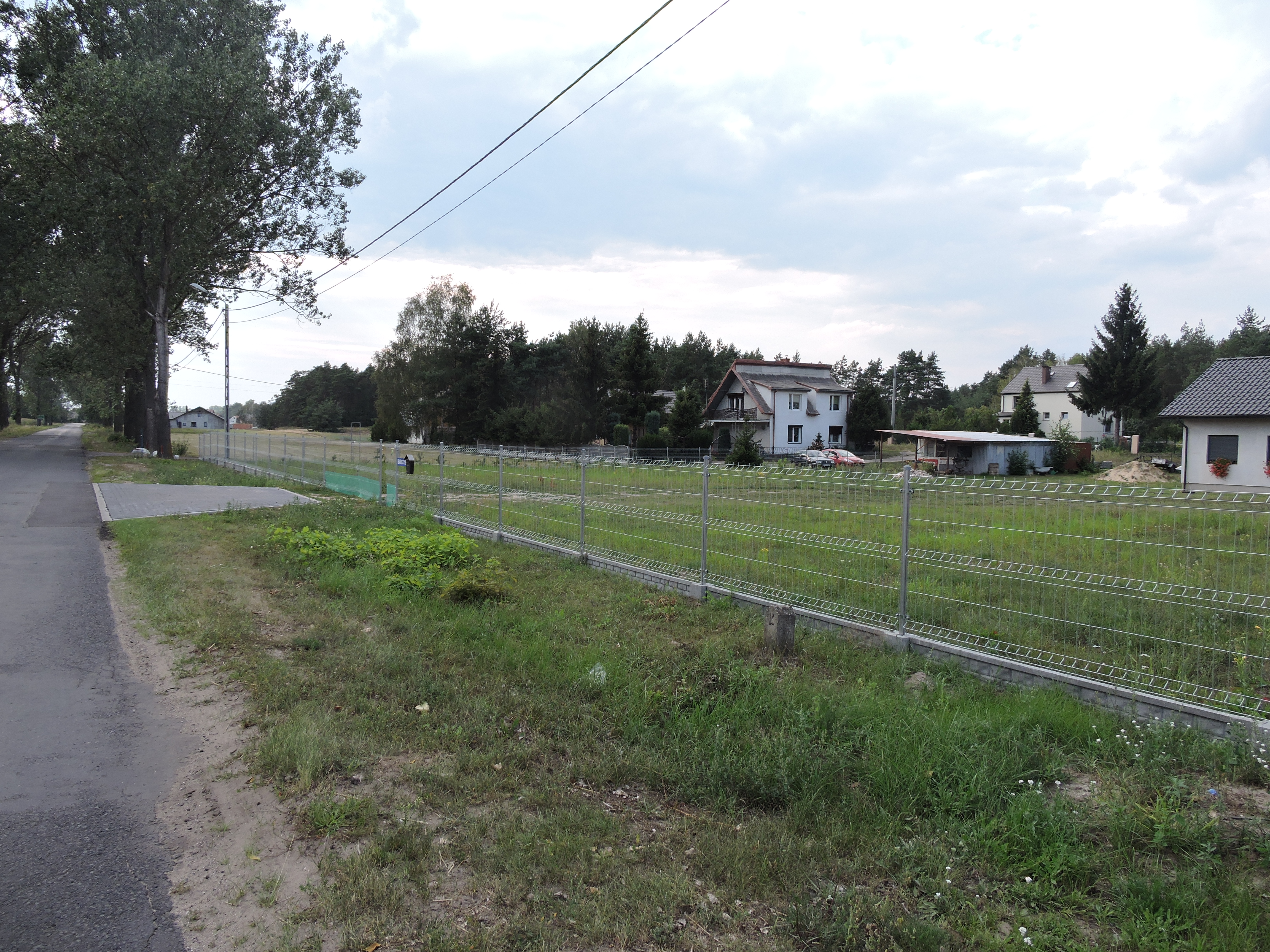